# Autoroute Fès - Marrakech
L'autoroute Fès - Meknès - Marrakech AF  est une autoroute en projet reliant Fès et Marrakech passant par Béni Mellal et Khénifra d'une distance environ 400 km.

L'autoroute a pour but de minimiser la durée de trajet et fluidifier la circulation dans la N8 et d'éviter le trajet sur A2 et A1 et A3 passant par Rabat et Casablanca.

## Projet
L'autoroute est divisée en trois tronçons:
- Tronçon 1: entre Fès et Khénifra.
- Tronçon 2: entre Khénifra et Béni Mellal.
- Tronçon 3: entre Béni Mellal et Marrakech.

Les études ont récemment commencé en attendant les appels d'offres puis le début des travaux.